# 黎晶

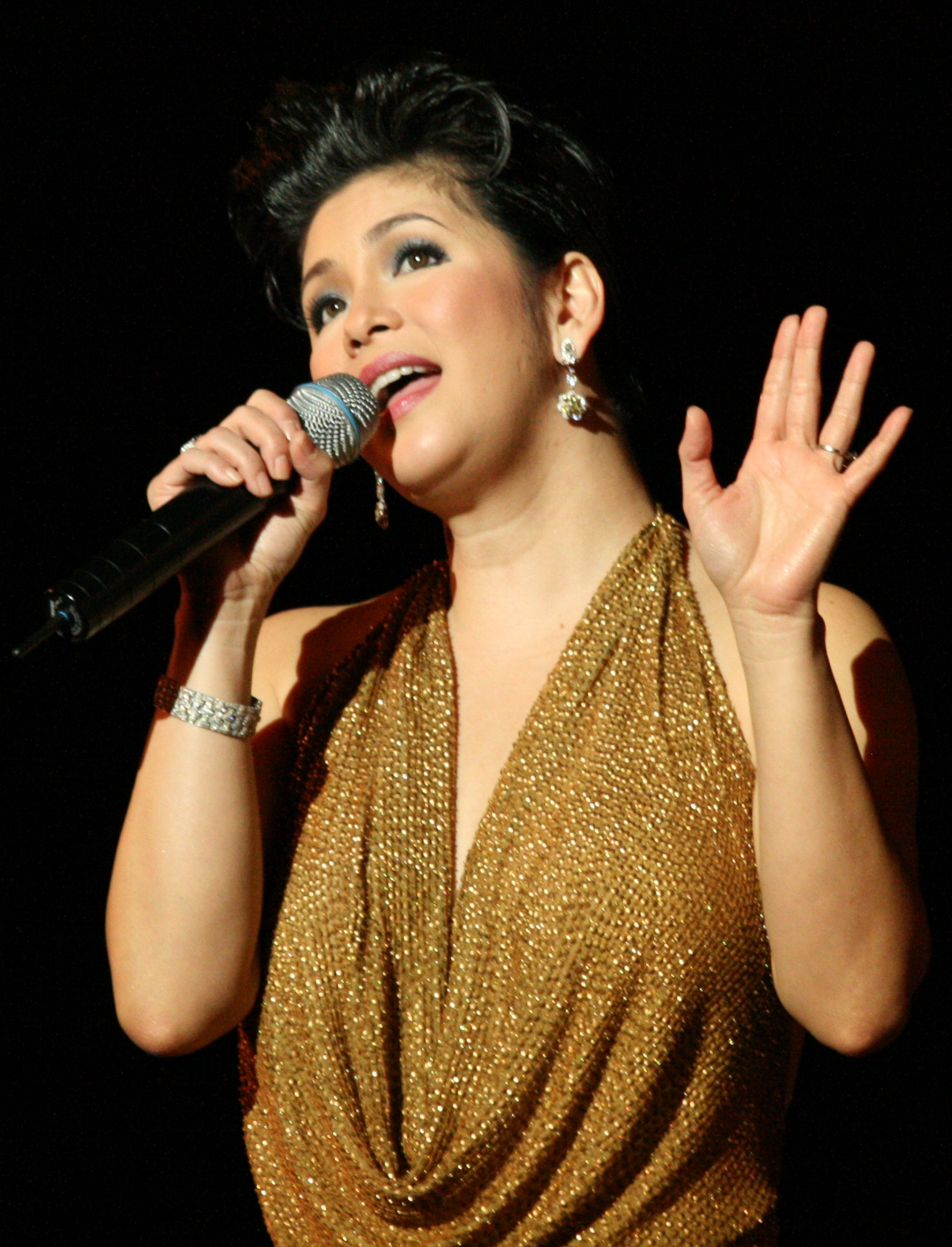
Regine Velasquez

黎晶·恩卡納西翁·安松·維拉斯奎茲（英語：Regine Encarnacion Ansong Velasquez，1970年4月22日—），菲律宾女歌手、演员和唱片制作人。在馬尼拉出生。1984年獲得Ang Bagong Kampeon冠軍。1989年獲得亚广联歌唱大赛冠軍。1986年，黎晶以Chona的名义与OctoArts International签约，并发行了单曲《Love Me Again》。1987年，黎晶·恩卡納西翁·安松·維拉斯奎茲以黎晶 (Regine Velasquez) 为艺名，与VIVA唱片公司签约，并发行了首张同名专辑，其中有兩首单曲《Kung Maibabalik Ko Lang》和 《Urong Sulong》。

## 生平

### 早年生活
黎晶·恩卡納西翁·安松·維拉斯奎茲1970年4月22日出生於馬尼拉東都，從 Teresita 姓 (娘家姓 Ansong) 和Gerardo Velasquez姓。她有三個姐妹——Cacai、Diane和Deca——和一個兄弟Jojo。她的家人搬到了南萊特省的欣農達揚，維拉斯奎茲在那裡度過了她的早年時光。三歲時，Velasquez 在聽了父親的搖籃曲後開始對音樂產生興趣。她會聽母親彈吉他和鋼琴，而父親則唱歌，並稱Sharon Cuneta的「Mr. DJ」是她學到的第一首歌曲。
維拉斯奎茲從六歲開始唱歌；她與父親進行了密集的聲樂訓練，她的父親將她浸入齊頸深的海水中，讓她進行聲樂練習。她認為這種非正統方法增強了她的核心和胃肌，並提高了她的肺活量。維拉斯奎茲在貝蒂·門德斯·利維奧科的《蒂塔·貝蒂的兒童表演》中首次參加歌唱比賽並獲得第三名。
當維拉斯奎茲九歲時，她的家人搬到了布拉幹省巴拉格塔斯，在那裡她就讀於聖勞倫斯學院，並代表學校參加了布拉幹省私立學校協會的年度歌唱比賽。 1984年，十四歲的維拉斯奎茲參加了真人表演電視連續劇《Ang Bagong Kampeon》的試鏡。她獲得了資格並成為該節目的高級組冠軍，並連續八週衛冕。維拉斯奎茲贏得了比賽並與OctoArts International簽訂了唱片合約。

## 音樂事業

### 1986年–1989年：職業生涯開始和黎晶
1986年，維拉斯奎茲最初使用藝名Chona並發行了單曲《Love Me Again》， 但商業上卻遭遇失敗。  在另一位 OctoArts 唱片藝術家 Pops Fernandez 的推薦下，她出現在《The Penthouse Live!》 在為演出排練時，維拉斯奎茲引起了製片人兼經紀人羅尼·埃納雷斯的注意，後者與她簽訂了經紀協議。 在費爾南德斯的丈夫兼《閣樓現場！ 》聯合主持人馬丁·尼韋拉的建議下，維拉斯奎茲採用了黎晶這個藝名。
維拉斯奎茲與Viva Records 簽約並於1987年發行了她的首張專輯《Regine》。艾納雷斯擔任執行製作人，並與詞曲作者Joaquin Francisco Sanchez和Vehnee Saturno合作。1987年發行了三首單曲：《Kung Maibabalik Ko Lang》、《Urong Sulong》和《Isang Lahi》。 During this period, Velasquez appeared on the ABS-CBN television shows Triple Treat and Teen Pan Alley.《Regine》發行兩年後，Velasquez 代表菲律賓參加了在香港舉行的1989年亞太歌唱大賽並獲勝，演唱了音樂劇《Carousel》中的歌曲《You’ll Never Walk Alone》和音樂劇《夢幻女郎》中的歌曲《And I Am Telling You I'm Not Going》。

### 1990年–1993年：《Nineteen 90》和《足夠的理由》
1990年，維拉斯奎茲發行了她的第二張錄音室專輯《Nineteen 90》。 她與Louie Ocampo合作創作了專輯的主打單曲《Narito Ako》，該曲最初由 Maricris Bermont 錄製和表演，由Nonong Pedero為1978年馬尼拉大都會流行音樂節創作。同年稍後時間，她在民間藝術劇院 舉辦了她的第一場大型音樂會。她與Jose Mari Chan 錄製了《請注意我的心》，後者在他的專輯《Constant Change》中發行了這首歌曲；她也為加里·瓦倫西亞諾專輯《Faces of Love》中的歌曲《Each Passing Night》擔任伴唱。
1991年，維拉斯奎茲在紐約卡內基音樂廳首次舉辦北美演唱會，是亞洲獨唱藝術家的首例。英國戲劇製作人卡麥隆·麥金托什後來邀請維拉斯奎茲參加倫敦西區劇院製作的音樂劇《西貢小姐》的試鏡。她收到了製作方的一封信，邀請她去倫敦接受培訓，但她拒絕了：部分原因是她缺乏音樂劇經驗，也是因為她希望留在家人身邊。
維拉斯奎茲的第三張錄音室專輯《Tagala Talaga》於1991年10月發行。它包括 國家音樂藝術家 接收者 Ryan Cayabyab、Lucio San Pedro 和 Levi Celerio的錄音封面版本。專輯的主打單曲名為《Buhay ng Buhay Ko》，最初由 Leah Navarro 錄製，由Pedero創作，曾與維拉斯奎茲合作拍攝《Nineteen 90》。專輯中其他著名的單曲包括《Anak》和《Sa Ugoy ng Duyan》。
1993年7月，寶麗金遠東唱片公司宣佈在菲律賓達成合資許可協議，成立其子公司環球唱片菲律賓公司 。維拉斯奎茲與加拿大歌手保羅安卡錄製了一首二重唱歌曲《It's Hard to Say Goodbye》，成為新廠牌發行的第一首歌曲。這首單曲後來被收錄在她的第四張錄音室專輯《Reason Enough》中。AllMusic 的 David Gonzales 稱這張專輯“更適合國際聽眾”，並表示維拉斯奎茲的聲音“單薄且缺乏感染力”。其中一首單曲《Sana Maulit Muli》榮獲1994年 Awit 最佳女唱片藝人表演獎。

### 1994年–1998年: 《Listen Without Prejudice》 和 《My Love Emotion》
1994年，維拉斯奎茲發行了她的第五張錄音室專輯《Listen Without Prejudice》。她曾與多位詞曲作者合作，包括Glenn Medeiros、Trina Belamide和John Laudon。專輯在中國大陸、香港、印尼、馬來西亞、新加坡、台灣、泰國等東南亞及東亞多個國家發行。專輯的主打單曲《愛上你》由粵語歌手張學友演唱。岡薩雷斯高度評價了這張專輯的主題，並表示：「這張專輯在海外的成功很大程度上要歸功於張國榮的二重唱」。 這張專輯在全球的銷量已超過70萬張，其中菲律賓的銷量為10萬張， 使其成為 Velasquez 迄今為止最暢銷的專輯。 
1995年，維拉斯奎茲發行了第六張錄音室專輯《My Love Emotion》。  主打歌由 Southern Sons 主唱 Phil Buckle 創作，被岡薩雷斯描述為「一次勝利和一次傑出的載體，包含強烈的旋律和合唱中的hook」。該專輯在區域和國內的合計銷量為25萬張。
在她的第七張錄音室專輯《Retro》（1996年）中，Velasquez 翻唱了包括 Donna Summer、Foreigner 和 the Carpenters 在內的20世紀70年代和80世紀音樂版本的版本。專輯中唯一的原始曲目“Fly”被歸功於Earth, Wind & Fire 成員Maurice White、Al McKay 和 Allee Willis，因為這首歌插入了他們的單曲“September”的旋律。1998年，維拉斯奎茲離開 PolyCosmic，並與 MJF 公司簽訂了六張專輯的合約。同年，她的第九張錄音室專輯《Drawn》發行。MJF 負責人Mark J. Feist 創作並製作了大部分曲目，包括主打單曲《How Could You Leave》。《Drawn》發行兩週內銷售超過40,000本並獲得白金認證。

### 1999年 – 2003年：《R2K》和《Reigne》
維拉斯奎茲製作了她下一張專輯《R2K》的大部分歌曲，該專輯於1999年11月27日發布。她翻唱了傑弗里·奧斯本的《On the Wings of Love》、狄昂·華薇克的《I'll Never Love This Way Again》、史密斯飛船的《I Don't Wanna Miss a Thing》、ABBA的《Dancing Queen》等歌曲。  岡薩雷斯批評該唱片“對西方流行音樂的迷戀”，並稱維拉斯奎茲的演唱“自信滿滿[但]也不令人印象深刻”。

## 外部連結
- Regine Velásquez在互联网电影资料库（IMDb）上的資料（英文）